# Winston Steinburger and Sir Dudley Ding Dong
Winston Steinburger and Sir Dudley Ding Dong ist eine kanadische Zeichentrickserie, die 2017 ausgestrahlt wurde.

## Handlung
Die Serie folgt dem zwölfjährigen Winston Steinburger und seinem Katzen-Kumpel Sir Dudley Ding-Dong sowie dem Alien-Hamster Hampton durch den Weltraum, wo allerhand humoristische Erlebnisse auf die drei Jugendlichen warten.

## Produktion und Veröffentlichung
Die Serie wurde von Cake Entertainment produziert und erstmals am 2. Januar 2017 auf dem kanadische Fernsehsender Teletoon ausgestrahlt. Jede Folge hat zwei elfminütige Episoden.

## Episodenliste
| Folge | Originaltitel                                                    | Original-Erstausstrahlung |
| 1     | Party Pants Bromance / Very Fast Forward                         | 02.01.2017                |
| 2     | Love and Rockets / Hitchhiker's Guide to Gastronomy              | 03.01.2017                |
| 3     | Eat My Dust, Space Witch / Evil Interns                          | 08.01.2017                |
| 4     | Camp Coppawannastopya / The Greasiest Grease Trap in the Galaxy  | 09.01.2017                |
| 5     | Smashing It / Rip Van Wrinkles                                   | 10.01.2017                |
| 6     | Safety First / Prank Day                                         | 11.01.2017                |
| 7     | The Most Important Meal of the Day / A Beef History of Time      | 04.01.2017                |
| 8     | Hampton's Family Reunion / Father of Invention                   | 12.01.2017                |
| 9     | Spritzed / Bikers in Space                                       | 13.01.2017                |
| 10    | Day of the Dud / Map Day                                         | 07.01.2017                |
| 11    | Goat Dude 4 / Finding Num-Num                                    | 14.01.2017                |
| 12    | Opposites Attack / The Alliance of Guardians                     | 15.01.2017                |
| 13    | Space Bigfoot / Win Win Win Situation                            | 05.01.2017                |
| 14    | Comedy Night / No More Normies                                   | 16.01.2017                |
| 15    | The Winston Steinburger Experience / You Win-ston, You Lose-ston | 17.01.2017                |
| 16    | Sir's Club / Space Junked                                        | 06.01.2017                |
| 17    | Hamburger Horror Story / Swamp Ten                               | 18.01.2017                |
| 18    | Cupcake Re-Refreshener / Let's Be Spacecops                      | 19.01.2017                |
| 19    | Invention Bandit / The Boy Who Cried Burger                      | 20.01.2017                |
| 20    | Sgt. Winston Powersuit Jr. / Speed Eaters                        | 21.01.2017                |
| 21    | Subconscious Slumber Party / Planet Learnius                     | 22.01.2017                |
| 22    | Lord of the Fleas / The Crew-Zuu Blues                           | 23.01.2017                |
| 23    | Ding Dong Spacecop / Happy Birthday, Dear Dark Lord              | 24.01.2017                |
| 24    | Spacecop Soda Force / A Shoe-In for Trouble                      | 25.01.2017                |
| 25    | Mystery of the Cuttyroid / Adventures in Holo-Sitting            | 26.01.2017                |
| 26    | Gross Violations / Dear Diary                                    | 27.01.2017                |